# Derby Museum and Art Gallery

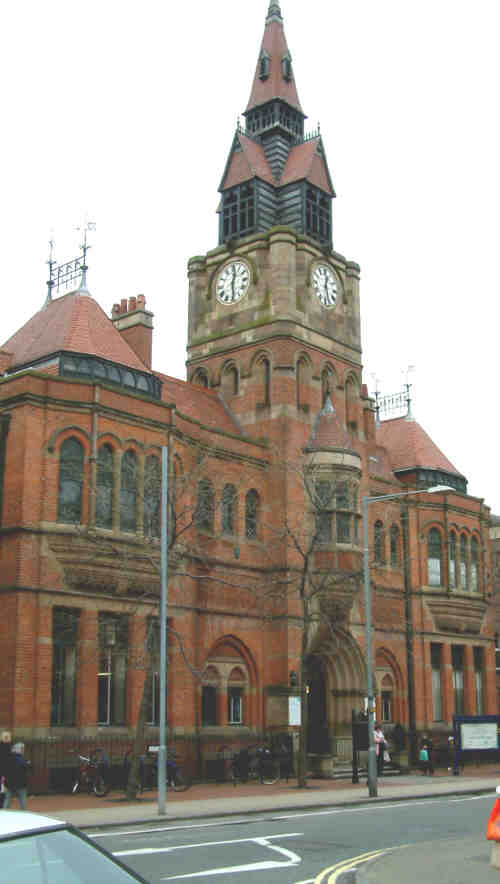
Edificio do Derby Museum and Art Gallery

El Derby Museum and Art Gallery es un museo histórico de bellas artes de la ciudad de Derby, en Inglaterra, inaugurado en 1879. 
En el museo se exhibe toda una galería con la obra pictórica de Joseph Wright, el primer pintor de la Revolución Industrial, además de colecciones arqueológicas, geológicas, de historia natural y militar, aunque es famoso por poseer la mayor colección de porcelana Royal Crown Derby y otras porcelanas de Derby y áreas circundantes.

## Historia
El origen del museo se sitúa en la formación de Derby Town and County Museum and Natural History Society el 10 de febrero de 1836. La sociedad se encontraba alojada en la Full Street Public Baths pero era una sociedad privada financiada por las cuotas de sus miembros. Las primeras colecciones provenían inicialmente del Dr. Forrester quien había sido presidente de la Sociedad filosófica de Derby. El mecenas de la sociedad del museo era William Cavendish, sexto Duque de Devonshire, y el presidente Sir George Harpur Crewe, un entusiasta naturalista. El coronel George Gawler aportó al museo una colección de minerales y pájaros exóticos disecados en la que se incluía un albatros procedente de su época como gobernador de Australia Meridional. En 1839 el instituto de mecánica albergó una gran exposición que contenía muchas piezas de la colección de Joseph Strutt, las cuales se añadieron posteriormente a la colección del museo. La sociedad fue trasladada en 1840 al Ateneo de Victoria Street. En 1856 la colecciones de la sociedad continuaron creciendo y William Mundy ofreció incorporar la colección a la ciudad, pero la oferta fue rechazada.
En 1857, Llewellyn Jewitt tomó posesión del cargo de secretario y el museo abrió sus puertas al público los sábados por la mañana. En 1858 la Sociedad filosófica de Derby se trasladó a una casa de Wardwick en Derby y fue fusionada con la que se conocería como la Derby Town and County Museum and the Natural History Society. La sociedad añadía los cuatro mil volúmenes de su biblioteca, aparatos matemáticos y científicos y su colección de fósiles. En 1863 el botánico Alexander Croall se convirtió en el primer bibliotecario y conversador, y al año siguiente, el museo y la biblioteca se unieron. Croall dejó el cargo en 1875 para pasar a ocupar el cargo de comisario del Stirling Smith Museum and Art Gallery.
Finalmente, el Derby Town and County Museum fue transferido en 1870 a la corporación Derby, pero tuvo dificultades para encontrar un espacio permanente donde exhibir las colecciones. Tras tres años con las piezas almacenadas, el museo abrió finalmente sus puertas al público el 28 de junio de 1879. La Galería de Arte abrió en 1882 y a partir de 1883 el museo dispuso de suministro eléctrico.
En 1936 El museo recibió una sustancial colección de las obras pictóricas de Alfred E. Goodey que coleccionaba arte desde hacía cincuenta años. A su muerte, en 1945, dejó también una herencia de 13 000£ para construir una ampliación del museo, dicha ampliación, que ahora alberga el museo, se completó en 1964. En el periodo 2010-2011 se rehabilitaron diferentes zonas de los museos, tanto de la parte antigua como de la nueva.

## Otras colecciones

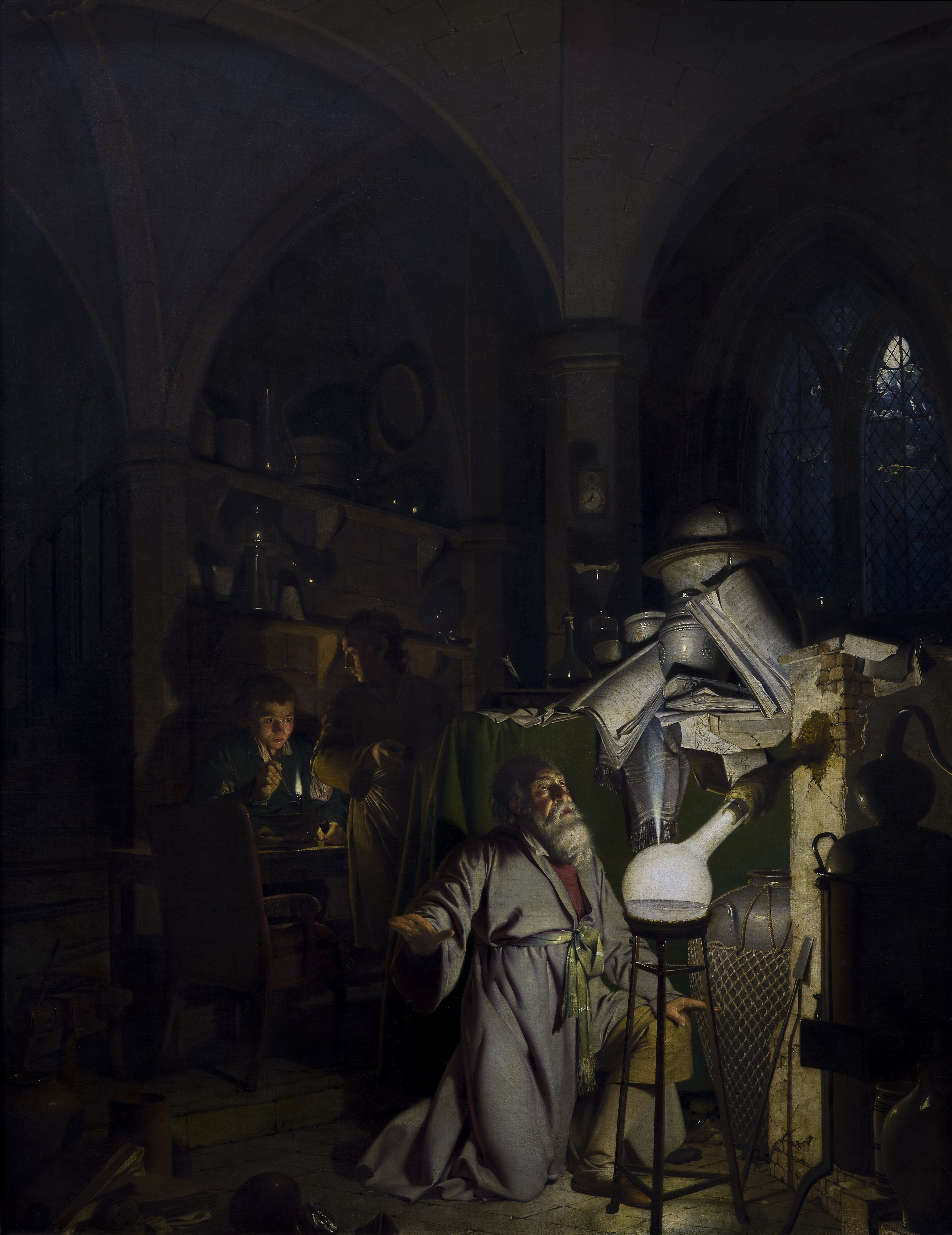
1771 Pinturas, 3 hombres, Alquimia en el arte, Chiaroscuro, Luna en pinturas, Pinturas de hombres arrodillados, Gente con globos en el arte, Pinturas románticas, El Alquimista, En busca de la Piedra Filosofal

Además de la colección de Wright, el museo alberga obras de artistas como Benjamin West, William Frederick Austin, E.E. Clark, Harold Gresley, Alfred John Keene, Georg Holtzendorff, George Bailey, William Edwin Mosley, David Payne, George Turner, William Wood, Ernest Townsend, George Francis Yarnell, Samuel i Louise Rayner.